# Carro Armato P.43
Der Carro Armato P.43 (auch P.43 Bis oder P30/43) war ein 1943 von FIAT und Ansaldo entwickelter Prototyp eines schweren Mehrzweckpanzers. Er sollte den bis dahin von den italienischen Streitkräften eingesetzten P26/40 um eine schwerere Variante ergänzen. Aufgrund des voranschreitenden Zweiten Weltkriegs wurde das Projekt nach nur einem gefertigten Fahrzeug aufgegeben.

## Geschichte
1938 gab das italienische Militär den Auftrag einen schweren Panzer neuer Generation zu fertigen. Ab 1940 wurde daher mit der Entwicklung des P.40 begonnen. Allerdings stellte sich das Konzept schnell als technisch veraltet heraus.

Ende 1942 wurden die Überlegungen, deshalb den deutschen Panzerkampfwagen V Panther in Italien zu fertigen aufgrund der zu hohen Komplexität der Konstruktion aufgegeben. Stattdessen sollte eine Weiterentwicklung des P26/40 entwickelt und produziert werden. Noch vor der konstruktiven Ausfertigung wurden 150 Exemplare geordert. Neben dem im Frühjahr gefertigten Prototyp wurde das Projekt abermals überarbeitet, fortan unter der Bezeichnung P.43 Bis. Für das aktualisierte Fahrzeug, von dem lediglich ein Modell im Maßstab 1:10 sowie ein einziger Prototyp entstanden, war eine optimierte Hüllenform, eine durchschlagskräftigere Hauptkanone (90 mm L/53) sowie eine flachere Bauweise vorgesehen. Auch ein stärkerer Motor wurde in Betracht gezogen, allerdings stellte die begrenzte Belastbarkeit von Kettenwerk und Federung, welche auf dem britischen Vickers Mk.E basierten, ein Problem dar.

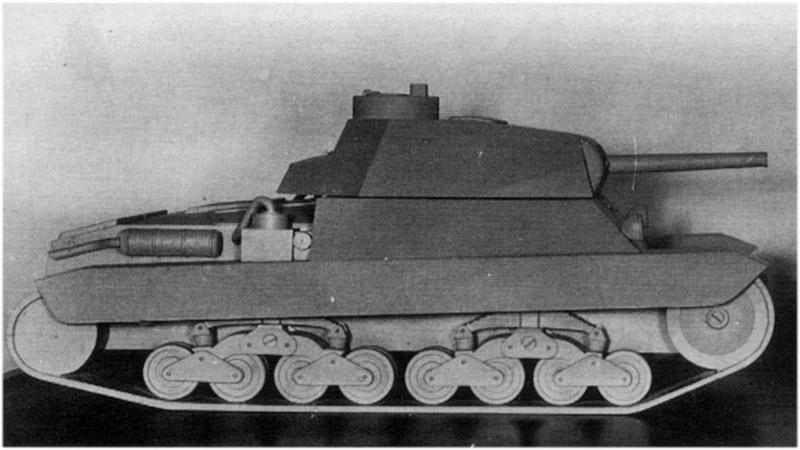
Modell P.43
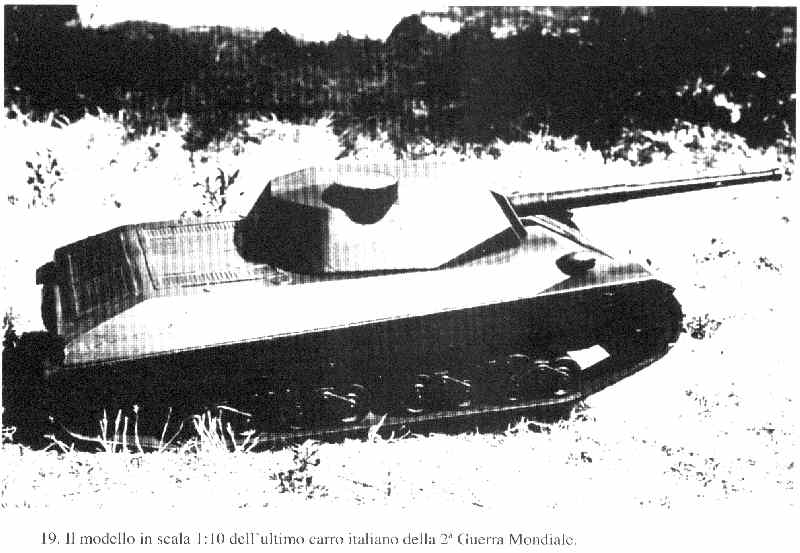
Modell P.43 Bis, heute ausgestellt im Militärmuseum Rom